# Látótávolság
Látótávolság alatt azt a távolságot értjük, amelyről a különféle tereptárgyak még felismerhetőek. Rendkívül fontos tényező a repülésben, mivel többek között ez befolyásolja, hogy a le- illetve a felszállás megkezdhető-e.

## Kialakulása

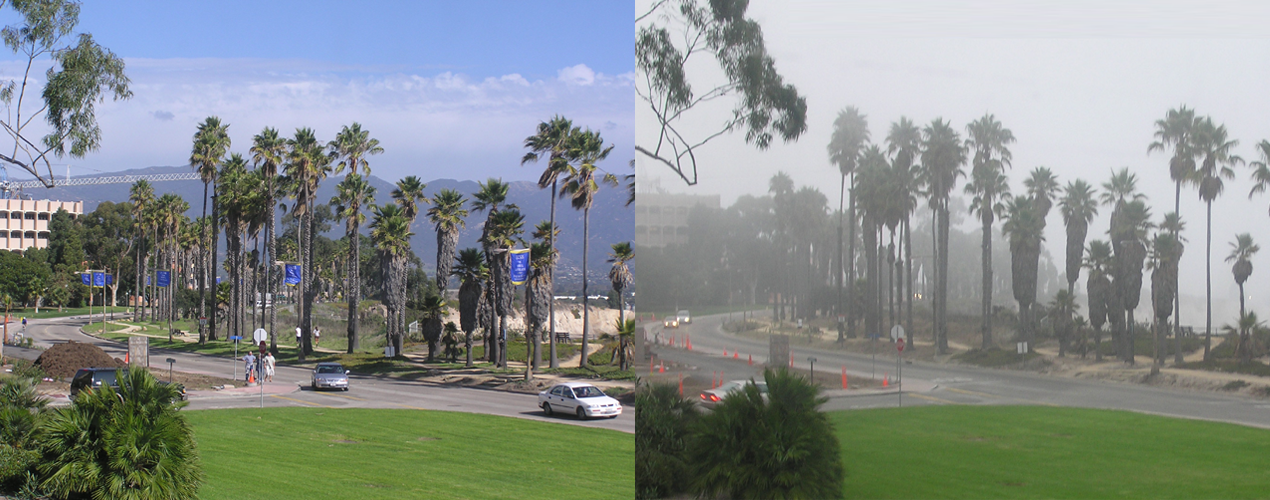
A látótávolság tiszta és a ködös időben, lecsökkenve

A légköri látási viszonyok két okból lehetnek rosszak:
- gyengül a fény
- nagy a szórt fény aránya.

A sarkvidéken illetve magas hegycsúcsokon nagyon tiszta időben akár 70-100 km-re is megnőhet a látótávolság. Ez az ideális állapot ritkán fordul elő, mivel olyan anyagok lebegnek a levegőben, amelyek a molekuláknál nagyságrendekkel nagyobbak. Ezek az aeroszolok, a felhők, és a különféle csapadékelemek (vízcseppek, jégkristályok, szennyeződések).

## Csökkentő hatások
Az, hogy egy adott objektum látható-e vagy sem, 3 dologtól függ:
- az emberi szem felbontóképességétől
- az objektum tulajdonságaitól (szín, alak, méret stb.)
- a levegő aeroszol-tartalmától.

Ha a levegőben döntően „nedves” aeroszolok, kis vízcseppecskék lebegnek, ezt 1 és 5 km közötti látótávolságnál párásságnak, 1 km alatt pedig ködnek nevezzük. 100 méter alatti látótávolság már erős ködnek számít. A köd legtöbbször addig marad meg, amíg lassú felmelegedés nem következik be. Előfordulhat, hogy a köd lassan felemelkedik és stratus-felhő lesz belőle, de lehet, hogy feltámad a szél, és az oszlatja fel. Erős szélben nem kell ködre számítani.
A csapadék okozta látótávolság-csökkenés a csapadék intenzitásától és jellegétől függ. Gyenge és mérsékelt esőben a látótávolság 3–5 km közötti, de erős csapadék esetén a látótávolság akár pár száz m-re is lecsökkenhet. Havazás esetén a látótávolság csak néhány száz méter. Ebben az esetben nemcsak a vízszintes, hanem a függőleges látás is jelentősen korlátozott.

## Szerepe a repülésben
Ha a látótávolság 1500 méter alá csökken, akkor meg kell adni a futópálya menti látótávolságot is. (RVR-Runway Visual Range). Az RVR az a távolság, amelyről még felismerhetőek a futópálya jelzései, illetve láthatóak a pályafények. Mindig 3 helyről közölnek adatokat (küszöb, futópálya közepe, futópálya vége). Látótávolságnál az adatokat méterben, illetve függőleges látás esetén lábban adják meg.